# Ferde fejizom

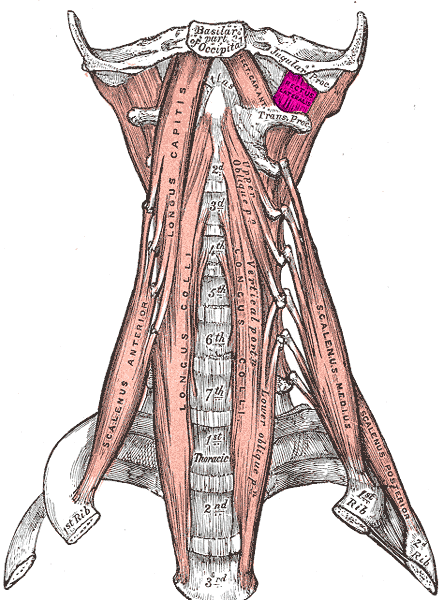
A nyak izmai (a lila jelöli a rectus capitis lateralist)

A musculus rectus capitis lateralis egy apró izom az ember nyakában.

## Eredés, tapadás, elhelyezkedés
Az atlas tuberculum anterior vertebrae cervicalisáról ered. A processus jugularis ossis occipitalison tapad.

## Funkció
Kifelé billenti a fejet.

## Beidegzés, vérellátás
A ramus anterior nervi spinalis idegzi be. Az aorta muscularis ágai látják el vérrel.

## Külső hivatkozások
- Leírás
- Leírás Archiválva 2007. szeptember 29-i dátummal a Wayback Machine-ben
- Adatok